# Wolfgang Hainke
Wolfgang Hainke (* 3. Dezember 1944 in Bad Warmbrunn) ist ein deutscher Künstler, der in Bremen lebt.

## Werk
Hainke arbeitet unter anderem in den Bereichen Druckgraphik, Performance, Mail Art und Multiples. Ein Teil seiner Werke entstand in offenen Arbeitssituationen mit befreundeten Künstlern (Kollaborationen). Seit 1973 hat er einen Lehrauftrag für Experimentelle Druckverfahren an der Universität Bremen. 1979 veröffentlichte er ein Handbuch zum Siebdruck.
Im Jahr 1980 richtete Hainke die Wandinstallation Muster-Bücher (Muster ohne Wert) in der Universitätsbibliothek Bremen ein. Die Arbeit, die zum Teil aus nationalsozialistischen Büchern bestand, wurde 1993 auf Wunsch der Bibliotheksleitung mit einem Vorhang verdeckt und schließlich mit Zustimmung der Universitätsleitung entfernt, da man die Präsentation solcher Bücher auch als Teil eines Kunstwerkes für politisch problematisch befand. Seine 1982 begonnene Arbeit am Zentralen Mikro-Film-Archiv (The Whole Earth Catalogue / Das zentrale Mikro-Film-Archiv / Le Musée sentimental), ein Wende-Tafel-Buch mit ungefähr 500 Microfiches endete Anfang der 1990er Jahre mit dem Durchbruch der digitalen Medien. An der documenta 8 (1987) in Kassel realisierte er mit sieben Künstlerfreunden u. a. Jürgen O. Olbrich die ‘expanded performance’ City Souvenir. 1992 entstand das Werk W(H)/ALE. A Remake Portfolio bestehend aus einer Kirschholzbox mit 24 Druckgrafiken (1993–2001) und weiteren Materialien verschiedener Künstler. 2006 erschien das Künstlerbuch Visions & Re-Visions on the Boulevard of Broken Dreams. Das Buch gibt neben der Dokumentation einer Ausstellung zahlreiche Beiträge von Künstlern, Kunst- und Kulturhistorikern wieder. Vom 15. Oktober 2006 bis 21. Januar 2007 richtete er als Künstlerkurator in der Kunsthalle Bremen eine Ausstellung ein und inszenierte dafür die Sammlung der Kunsthalle Bremen in allen Räumen neu. In der Fluxus-Dokumentation des museum FLUXUS+ ist sein Werk „It’s all about George“, ein Offset-Druck auf Lkw-Plane, zu sehen.
2015 erschien das Künstlerbuch w(h)ale - on view. Auftauchen/Abtauchen. Vom Verschwinden als Prinzip (H&H Schierbrok Edition). Das Buch gilt als Abschluss des Walprojektes, das 1992 mit der Ausstellung in der Städtischen Galerie Bremen begann und enthält 36 Beiträge, u. a. von Klaus Barthelmeß, Michael Glasmeier, Wolfgang Hainke, Richard Hamilton.

## Beiträge, Bücher, Editionen, Künstlerbücher (Auswahl)
- Wolfgang Hainke, Jürgen O. Olbrich: Wer liefert was? Makulaturbuch aus den Andruckbogen des offiziellen Ausstellungskataloges Ressource Kunst (DuMont) in zwei Bänden, Band 1 (Auflage 130) und Band 2 (Auflage 400), H & H Schierbrok Edition 1989.
- Wolfgang Hainke: Schatzsuche und Reisebericht. Band 1, [Zeit sein und frei haben], Buch-Objekt, umgestaltetes Buch Mecki im Schlaraffenland mit gefalteten Seiten und diversen eingelegten Postkarten, Auflage 200, H & H Schierbrok 1990 und Schatzsuche und Reisebericht. Band 2 [Zeit haben und frei sein], Buch-Objekt, Aktions-Buch, 200 Seiten Offsetmakulatur mit Drucklack zu einem Block verklebt, H & H Schierbrok Edition 1990.
- Rolf Hoppe/Wolfgang Hainke: Eine Kopie ist eine Kopie ist eine Kopie. In: Zeit Magazin. Nr. 42, Hamburg 1992, S. 52–58.
- Wolfgang Hainke: Aspekte der Erinnerung S M L XL XXL. In: Jörn Christiansen (Hrsg.): Kat. Kunst und Bürgerglanz in Bremen. Focke-Museum. Bremer Landesmuseum für Kunst und Kulturgeschichte, Bremen 2000, ISBN 978-3-89757-063-4, S. 219–260.
- Wolfgang Hainke: 12th September 2001 / 12. September 2001. In: Wulf Herzogenrath, Andreas Kreul (Hrsg.): Nam June Paik. There is no rewind button for life. DuMont Verlag, Köln 2007 (Buch mit DVD), ISBN 978-3-8321-7780-5, S. 124–129.

## Ausstellungen, Temporäre Installationen, Performances (Auswahl)
- 6 Average Girls 1985. A Performance for 6 Average Guys (Music by Lou Reed). A Performance Exchange. 2nd Annual Media and Performance Festival, Mason Gross School of Arts, New Brunswick 1985 (30. April 1985, 19.30 Uhr).
- Das A und O – hidden and found in an attic [Kurator], Lehnstedter 62, Bremen (26. September–26. Oktober 1986).
- Copy Shop. 7 Days in Łódź (zusammen mit Bernd Eickhorst und Ann Noël), Oktober 1990, A Joint Ad-Venture. Art & Life. Day & Night, Łódź 1990.
- W(H)/ALE [Kurator], Städtische Galerie Bremen im Buntentor, (Arbeitssituation 22. März bis 29. März 1992, Ausstellung 28. März 1992–30. April 1992).
- 5471 – Long Distance Dedication Strip, Galerie Dzienskanka, Warszawa (17.–29. Oktober 1994).
- >…When daylight comes, comes in the light; …<. A Blue Grotto Installation. Städtische Galerie im Buntentor, Bremen (18. Februar–2. April 1995).
- W(H)/ALE. A Remake Portfolio, Kunsthalle Bremen (30. März–9. Mai 1999).
- S M L XL XXL Boulevard of Broken Dreams [Kurator], Städtische Galerie im Buntentor, Bremen (18. Juni–6. August 2000).
- Double Feature: Private Scenario(s) – Public Scheme(s). Fire has no mercy. Do you? Im Rahmen des Ausstellungsprojekts A Lucky Strike. Kunst findet Stadt, Gesellschaft für aktuelle Kunst, Bremen, Garage von Jürgen Volcke, Bayreuther Straße, Bremen, 28. Oktober 2005, 20.00–24.00 Uhr.
- Kunsthalle Bremen: terra incognita / Topsy-Turvy Topography: Wolfgang Hainke / Die Sammlung /neu/ sehen [Kurator], Kunsthalle Bremen (15. Oktober 2006–21. Januar 2007).